# Viktor von Hagenow
Heinrich Paul Anton Viktor von Hagenow (* 18. Juni 1886 in Schwerin, Mecklenburg; † 10. September 1965 in Berlin-Zehlendorf) war ein deutscher Verwaltungsjurist. Er war Mitglied der Deutschen Volkspartei (DVP).

## Leben und Tätigkeit
Hagenow war der Sohn des späteren Generals der Kavallerie Maximilian von Hagenow. Nach dem Schulbesuch studierte er Rechtswissenschaften. 1911 promovierte er an der Universität Rostock mit einer von Friedrich Wachenfeld betreuten Arbeit über die rechtliche Bewertung der Urkundenfälschung zum Dr. jur.
Von 1915 bis Januar 1919 war Hagenow als Regierungsrat bei den Intendanturen des Gardekorps und des I. Armeekorps beschäftigt. 1919 wurde er ins Reichsfinanzministerium versetzt, wo er acht Jahre lang blieb. Während dieser Zeit wurde er zum Oberregierungsrat (1922) und zum Ministerialrat (1924) befördert.
Zum 15. Juni 1927 wurde Hagenow vom damaligen Reichskanzler Wilhelm Marx unter gleichzeitiger Beförderung zum Ministerialdirektor in die Reichskanzlei versetzt. In den folgenden fünf Jahren bekleidete er dort unter den Reichskanzlern Marx, Müller und Brüning die Stellung des ständigen Stellvertreters des Staatssekretärs und Leiters der Reichskanzlei Hermann Pünder. 
Problembeladen war die Stellung Hagenows während der Regierungszeit von Brüning. Dies begann bereits während der Regierungsbildung: Wie der auch von Brüning als Staatssekretär der Reichskanzlei übernommene Hermann Pünder in seinem Tagebuch festhielt, hatten der Chef des Ministeramtes im Reichswehrministerium Kurt von Schleicher und der Reichstagsabgeordnete Gottfried Treviranus, zwei der wichtigsten Initiatoren der Brüning-Regierung, im Zuge des personellen Umbaus des Staatsapparates anlässlich des Antritts der neuen Regierung „zumal meinen beiden Ministerialdirektoren von Hagenow und Zechlin ans Leder“ gewollt, was er, Pünder jedoch habe „abwehren können“. Brüning selbst behauptete in seinen Memoiren, dass er im Januar 1932 erfahren habe, dass in dem Augenblick, da er, Brüning, die Wirtschaftspartei für die Unterstützung seiner Regierung im Parlament und damit eine Mehrheit gewonnen hatte, Hagenow die betreffenden Abgeordneten auf dem Flur der Reichskanzlei abgefangen und sie bearbeitet habe, gegen Brüning zu stimmen. Hierzu passt die Behauptung des damals als Referent in der Reichskanzlei beschäftigten Erwin Planck, dass Brüning ihn im Februar 1932 dazu aufgefordert habe, „für eine Veränderung“ in der Reichskanzlei Sorge zu tragen und in eine höhere Stellung aufzurücken, wobei er ihn speziell ermutigt habe, Hagenow zu ersetzen.
Im Vorfeld der Bildung der Regierung von Franz von Papen im Sommer 1932 soll Hagenow sich Hoffnungen auf den Posten des Staatssekretärs der Reichskanzlei gemacht haben, den schließlich Planck erhielt. Auch die Presseberichte über die neue Regierung vermerkten, dass Hagenow für diesen Posten „übergangen“ worden sei. Stattdessen wurde Hagenow wenige Wochen nach dem Antritt der Papen-Regierung in den einstweiligen Ruhestand versetzt. Im August wurde er stattdessen als kommissarischer Landratsamtverwalter im schlesischen Löwenberg eingesetzt. In dieser Funktion blieb er bis zu seiner Absetzung durch die Nationalsozialisten im Jahr 1933.
In den 1930er Jahren war Hagenow in der Bekennenden Kirche tätig. Im Auftrag des Berliner (?) Konsistoriums wurde er als Finanzbevollmächtigter in der Gemeinde von Heinrich Grüber eingesetzt. Er unterstützte Grübers Frau nach dessen Verhaftung und sorgte dafür, dass kein Vakanzvertreter dessen Arbeit übernahm, da eine Einsetzung eines Vertreters durch das Konsistorium erfolgt wäre, dieser aller Wahrscheinlichkeit kein Pfarrer der Bekennenden Kirche gewesen wäre.
In den 1950er Jahren ist Hagenow als Bezirksverordnetenvorsteher in Berlin-Zehlendorf nachweisbar, wo er auch seine letzten Lebensjahre verbrachte.
Viktor von Hagenow starb 1965 im Alter von 79 Jahren und wurde auf dem Waldfriedhof Zehlendorf beigesetzt. Das Grab ist nicht erhalten.

## Schriften
- Die Urkundenfälschung des heutigen Rechts in Rücksicht auf die Bestimmungen des Vorentwurfs, 1911. (Dissertation)